# Rodica-Mariana Ion
Rodica-Mariana Ion (n. 7 noiembrie 1958, Râmnicu-Sărat, județul Buzău) este profesor universitar, cercetător și inventator de origine română, specialistă în chimie (fotochimie), tehnici analitice de investigație, nanomateriale și nanotehnologii utilizabile în conservarea și restaurarea obiectelor și monumentelor din patrimoniul cultural. Este profesor universitar la Universitatea Valahia din Târgoviște și conducător de doctorat la aceeași universitate, specialitatea Ingineria Materialelor . De asemenea, este autoare a 55 brevete de invenție, atât naționale (OSIM, Romania), cât și EPO sau WIPO. Conduce grupul de cercetare Evaluare și Conservare Patrimoniu Cultural de la Institutul Național de cercetare-dezvoltare pentru chimie și petrochimie din București. 
Rodica-Mariana Ion este cel mai bine cunoscută în lumea științifică pentru inventarea unei noi metode de tratament a cancerelor dermatologice pre-maligne. A publicat numeroase lucrări științifice în jurnale de specialitate din țară și străinătate și a contribuit la nenumărate monografii și tratate de specialitate din domenii precum chimie și fotochimie. Reprezentative sunt volumele de Fotochimie (4 volume editate în 2005-2007), Tratatul de Dermato-oncologie, precum și nenumăratele capitole în volume apărute la edituri de renume internațional, , , 
În ultimii ani, Rodica-Mariana Ion a inițiat o nouă direcție de cercetare: conservarea și restaurarea pieselor de patrimoniu, punând accent pe investigațiile complexe de natură chimică a acestora în scopul identificării celor mai bune soluții de salvare a pieselor investigate. A înființat un nou laborator de investigații fizico-chimice și mecanice a diverselor materiale implicate în piesele de patrimoniu (hârtie, piatră, sigilii, stucaturi etc.), cât și implementarea unei noi metode de restaurare a acestora bazată pe utilizarea de nanomateriale., , 
Rezultatele obținute au folosit instituțiilor muzeale în scopul conservării și/sau restaurării lor sau a artefactelor pe care le dețin (Muzeul Castelul Corvinilor, Hunedoara; Monumentul Triumfal Tropaeum Traiani de la Adamclisi, Constanta; Mozaicul Roman, Constanta; Ansamblul Rupestru Bisericile de creta de la Basarabi-Murfatlar, Constanta). În baza expertizei de excepție, activează si ca  profesor invitat la Facultatea de Arhitectură și Urbanism din cadrul Universitatii Politehnica din Timișoara.

## Biografie

### Viață timpurie
Doamna prof. univ. dr. chim. Rodica-Mariana ION își desfășoară activitatea didactică universitară în cadrul Universității Valahia din Târgoviște (UVT) și activitatea de cercetare în cadrul laboratoarelor de cercetare ale UVT, la ICECHIM București și în cadrul colaborărilor științifice cu unități de cercetare din țară și din străinătate. Este profesor univ. dr chim. titular la Facultatea Ingineria Materialelor și Mecanică din cadrul Universității Valahia din Târgoviște, Conducător de doctorat în domeniul Ingineria Materialelor la UVT. Este Director Consiliului de Studii Universitare de Doctorat  (CSUD) al UVT din 2021.
Ocupă poziții de conducere și reprezentare la:
-Ministerul Cercetării, Inovării și Digitalizării, Colegiul Consultativ pentru Cercetare-Dezvoltare și Inovare (CCCDI), Președinte Comisia 6: Patrimoniul Cultural și Identitate Culturală,
-Comisia Europeană, Directoratul General Sănătate, DG-SANTE, Comitetul Științific de Sănătate, Mediu și Riscuri emergente, Luxemburg,
 -Ministerul Educației Naționale, Consiliul Național pentru recunoașterea Titlurilor, Diplomelor și Certificatelor (CNATDCU), Comisia Ingineria Materialelor.

### Educație
- 1977 - 1982 -- A absolvit Universitatea Politehnică București, Facultatea de Chimie, București, România.

#### Cursuri post-universitare, doctorat
- 1987 - 1988 -- “Fizica Corpului Solid”  -- Studii post-universitare;
- 1988 - 1989 -- “Metode analitice și caracterizarea suprafețelor și filmelor” -- Studii post-universitare;
- 1990 - 1995 -- “Fotochimie” -- Diplomă post-universitară;
- 1990 - 1995 -- Studii doctorale Universitatea București, Facultatea de Chimie, București, România;
- 2021: Metode practice de examinare științifică de artă și arheologie (Fotografie tehnică (TP); Fotografie în lumina polarizată (PL); Fotografie în lumină greblată (RAK); Fotografie în fluorescentă Uv (UVF); Fotografie cu reflexie Uv (UVR); Fotografie în infraroșu (IR); Fotografie în infraroșu False Color (IRFC); Fotografie cu fluorescență în infraroșu (IRF); Fotografie transmisă în infraroșu (IRT); Reflectografie în infraroșu (RIRE); Imagistică multispectrală (MSI); Spectroscopie de reflexie (RS); Transformarea reflexiei I. (RTI); Microscopie optică (OM); Spectroscopia Raman (RAMAN).

Lucrări științifice publicate 
- 2003 -- Materiale nanocristaline, Editura Științifică F.M.R., București;
- 2003 -- Porfirinele și terapia fotodinamică a cancerului, Editura Științifică F.M.R., București;
- 2005 -- Fotochimie. Principii și aplicații, volumul I, Editura Științifică F.M.R., București, ISBN 973-8151-40-6 și ISBN Volumul 1  973-8151-41-4
- 2006 -- Fotochimie. Principii și aplicații, volumul II, Editura Științifică F.M.R., București, ISBN (10) 973-8151-40-6, ISBN (10) Volumul 2  973-8151-42-2
- 2006 -- Fotochimie. Principii și aplicații, volumul III, Editura Științifică F.M.R., București, ISBN (10) 973-8151-40-6, Bibliografie - ISBN (10): 973-8151-43-0, ISBN (13): 978-973-8151-43-7
- 2007 -- Fotochimie. Principii și aplicații, volumul IV, Editura Științifică F.M.R., București, ISBN 973-8151-40-6, Bibliografie - ISBN: 978-973-8151-44-4

Peste 350 lucrări publicate (Hirsch Index = 38 (Google Scholar), 32 (Scopus si Clarivate); factor de impact cumulat i10-index = 157, 6500 citări, loc 118  (Romania) in AD SCIENTIFIC Index 2024. https://www.adscientificindex.com/scientist/rodica-mariana-ion/4310195

## Recunoaștere
În 2018  a fost decorata cu Premiul OPERA OMNIA pentru întreaga activitate științifică, conferita de Universitatea Valahia, Târgoviște.
Rezultatele excelente obținute de Dna Prof.Rodica-Mariana Ion sunt menționate in articole din presa sau in clasamentele marilor inventatori ai României:
https://www.libertatea.ro/lifestyle/inventatori-romani-celebri-2799246
A primit peste 100 diplome și medalii obținute la Saloane de Inventica din țară și străinătate. 
Dna Prof. Ion a fost premiata inclusiv de firme private și de antreprenori de renume: Fundația Dinu Patriciu (2010) sau SHE Business (2016) sau ONG ECO-EUROPA (Platforma Națională de premiere a Excelentei). Are în palmares peste 100 diplome și medalii de aur și argint pentru invențiile și lucrările proprii.